# Le Cinéma de papa
Pour plus de détails, voir Fiche technique et Distribution.
Le Cinéma de papa est un film français réalisé par Claude Berri en 1970 et sorti en 1971.

## Synopsis
Un film autobiographique en hommage à sa famille : depuis l'enfance heureuse auprès de ses parents, jusqu'au parcours d'acteur débutant, qu'il tourne en dérision, puis la découverte de sa vocation de producteur.

## Fiche technique
- Titre : Le Cinéma de papa
- Titre Belgique : Le Cancre
- Réalisateur : Claude Berri, assisté de Jean-Jacques Beineix
- Scénariste-dialoguistes : Claude Berri
- Photographie : Jean Penzer
- Cadreur : Claude Agostini, assisté de Robert Fraisse et Alain Pillet
- Musique : Lino Léonardi (éditions musicales Igloo)
- Décors : Jacques Saulnier
- Montage : Sophie Coussein
- Ingénieur du son : Jean Labussière
- Casting : Margot Capelier
- Producteur : Claude Berri / Producteur exécutif : Pierre Grunstein
- Sociétés de production : Renn Productions, Columbia Films S.A.
- Société de distribution : Columbia Films S.A.
- Genre : comédie dramatique
- Durée : 90 minutes
- Date de sortie : 
  - 5 février 1971 en France
- Affiche : Georges Kerfyser (France)

## Distribution
- Claude Berri : Claude Langmann, le fils d'un fourreur juif qui rêve de devenir acteur
- Yves Robert : Henri Roger Langmann, le père, artisan fourreur parisien (au faubourg Poissonnière) d'origine polonaise
- Henia Ziv : Betty Langmann, la mère de Claude
- Alain Cohen : Claude Langmann enfant
- Marianne Sureau : Arlette Langmann, la sœur cadette
- Teddy Bilis : Salomon, l'employé du père
- Prudence Harrington : Sarah, une femme mariée, la répétitrice en anglais d'un film "américain", dont Claude tombe amoureux
- Francis Lemarque : Lazarus, un ami fourreur du père
- Gerard Barray : Henri Char, une vedette de cinéma au physique avantageux
- Philippe de Broca : Jean Timent, l'ami réalisateur
- François Billetdoux : l'auteur de théâtre
- Grégoire Aslan : un producteur de cinéma
- Jacques Ramade : le clapman
- Arlette Gilbert : Simone
- Henri Attal : un acteur
- Micha Bayard : une actrice
- Paul Bisciglia : un acteur
- Steve Eckhardt : Low
- Marie-Pierre Casey : la directrice du cours Pigier
- Michel Nastorg : un ami du père
- Henri Guégan : un acteur
- Jean Minisini : un policier
- Adrien Cayla-Legrand : un ami du père
- Robert Berri : un acteur
- Maurice Escande : le metteur en scène
- Dominique Zardi : un acteur
- Ray Ventura : le producteur installé sur les Champs-Élysées
- Sabine Haudepin : la petite bonne, un flirt de Claude
- Sandra Julien : une danseuse
- Claude Confortès
- Mick Dejon
- Marianne Sureau
- Jean-Claude Amyl
- Maurice Bernard
- Maurice Buisson
- Paula Dehelly
- Gabrielle Doulcet : la concierge
- Jean Gruault
- A. Grunstein
- J. C. Grunstein
- Charles Mandel
- Jacques Mignot
- Édouard Francomme
- Jacqueline Pierreux
- Emile Stern
- Roger Trapp : lui-même, un acteur
- Sacha Rozanoff
- J. M. Rouzière
- Carl Studer
- Philippe Weil
- Max Montavon : Raymond, l'accessoiriste du film
- Bernard Musson
- Marcel Gassouk